# Martin Bernigeroth

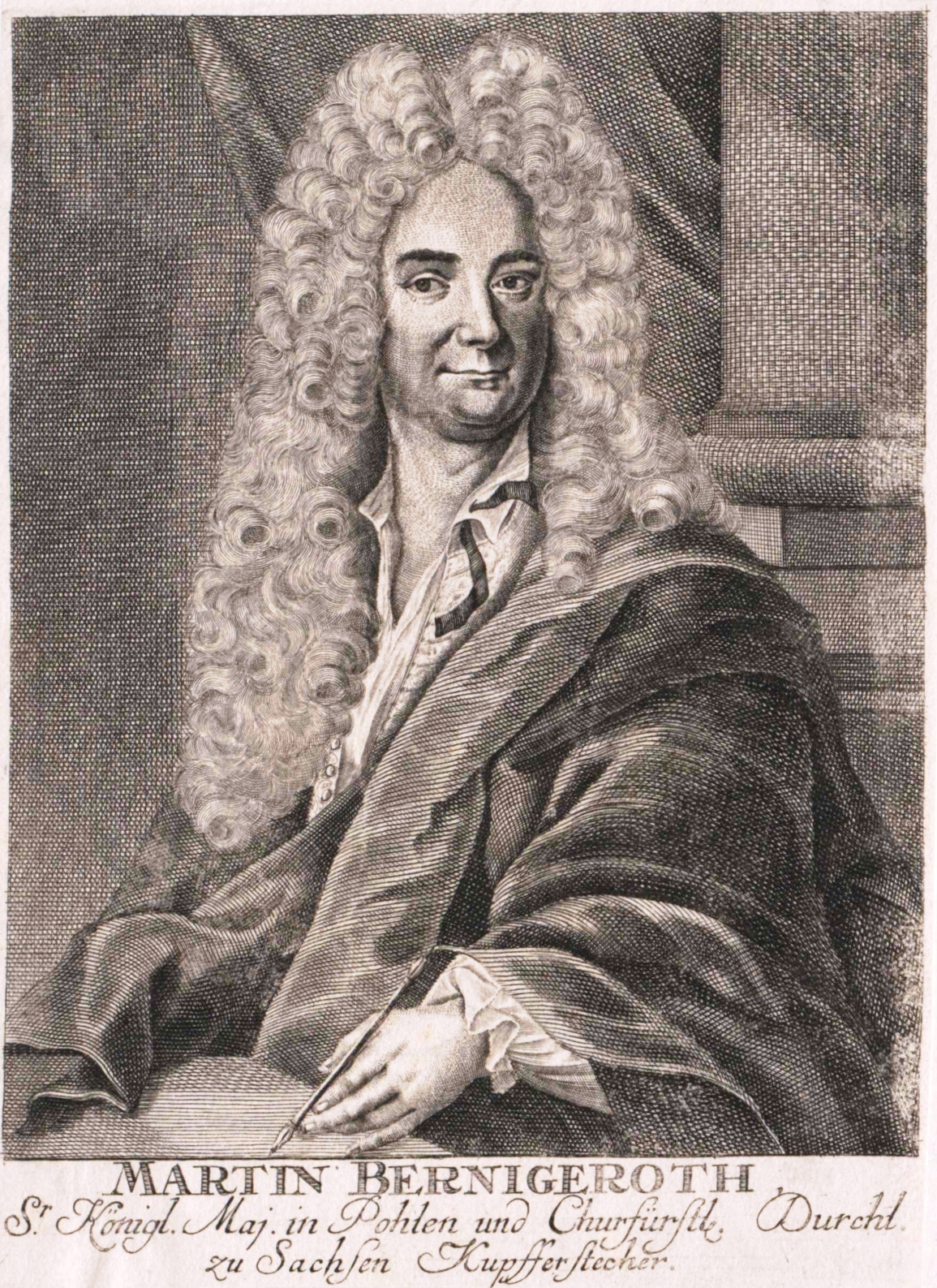
Martin Bernigeroth

Martin Bernigeroth (* 1670 in Rammelburg; † 6. Juni 1733 in Leipzig) war ein deutscher Kupferstecher.

## Leben
Der aus dem Amt Rammelburg im sächsischen Anteil der Grafschaft Mansfeld stammende Bernigeroth ist der Begründer einer in Leipzig ansässigen Kupferstecherfamilie. Er kam 1685 nach Leipzig und wurde im Haus des Kupferstechers Erasmus Andresohn (1651–1731) erzogen. Er hörte 1690/91 Vorlesungen an der Universität Leipzig und wurde 1707 als kurfürstlicher Kupferstecher bestellt. Seine Söhne Johann Martin (1713–1767) und Johann Benedict (1716–1764) waren ebenfalls als Kupferstecher tätig.

## Werk
Von ihm stammen schätzungsweise 1600 Kupferstiche, darunter Porträts von:
- Caspar Schamberger, Japanreisender aus Leipzig (1623–1706)
- Johann Friedrich Freiherr Bachoff von Echt (1643–1726)
- Otto Mencke (1644–1707), Gelehrter für Moral, Philosophie und Politik
- Kraft Burchard von Bodenhausen (1647–1716)
- Margaretha Elisabeth von Houwalt geb. von Breitenbach (1647–1719)
- Hans Sigmund Pflugk
- Ehrenfried Walther von Tschirnhaus (1651–1708), deutscher Naturforscher
- Otto Heinrich Freiherr von Friesen (1654–1717), Politiker
- Christoph I. zu Dohna-Schlodien (1665–1733), brandenburgisch-preußischer General und Diplomat
- Johann Wilhelm von Sachsen-Eisenach (1666–1729), Herzog aus der ernestinischen Linie des Hauses Wettin
- Johann Christian Schamberg (1667–1706), Mediziner und Chemiker
- Johann Heinrich Feustking (1672–1713), Professor der Theologie und Prorektor der Universität Leucorea in Wittenberg, Oberhofprediger in Gotha
- Henning Friedrich Graf von Bassewitz (1680–1749), Römisch- und Russisch-kaiserlicher Geheimrat, Holstein-Gottorp’scher Geheimratspräsident
- Christiana Sibylla von Hopffgarten geb. von Einsiedel (1683–1718)
- Christiana Mariana von Ziegler (1695–1760), Schriftstellerin
- Johann Andreas Eisenbarth (1663–1727), bekannt als „Doktor Eisenbarth“, Wundarzt und Starstecher
- Johann Gottfried Gregorii alias Melissantes (1685–1770), Geograph, Universalgelehrter und später Pfarrer
- Urban Dietrich von Lüdecke (1655–1729), braunschweig-wolfenbüttelscher Staatsmann

Werke von Martin Bernigeroth (Auswahl)

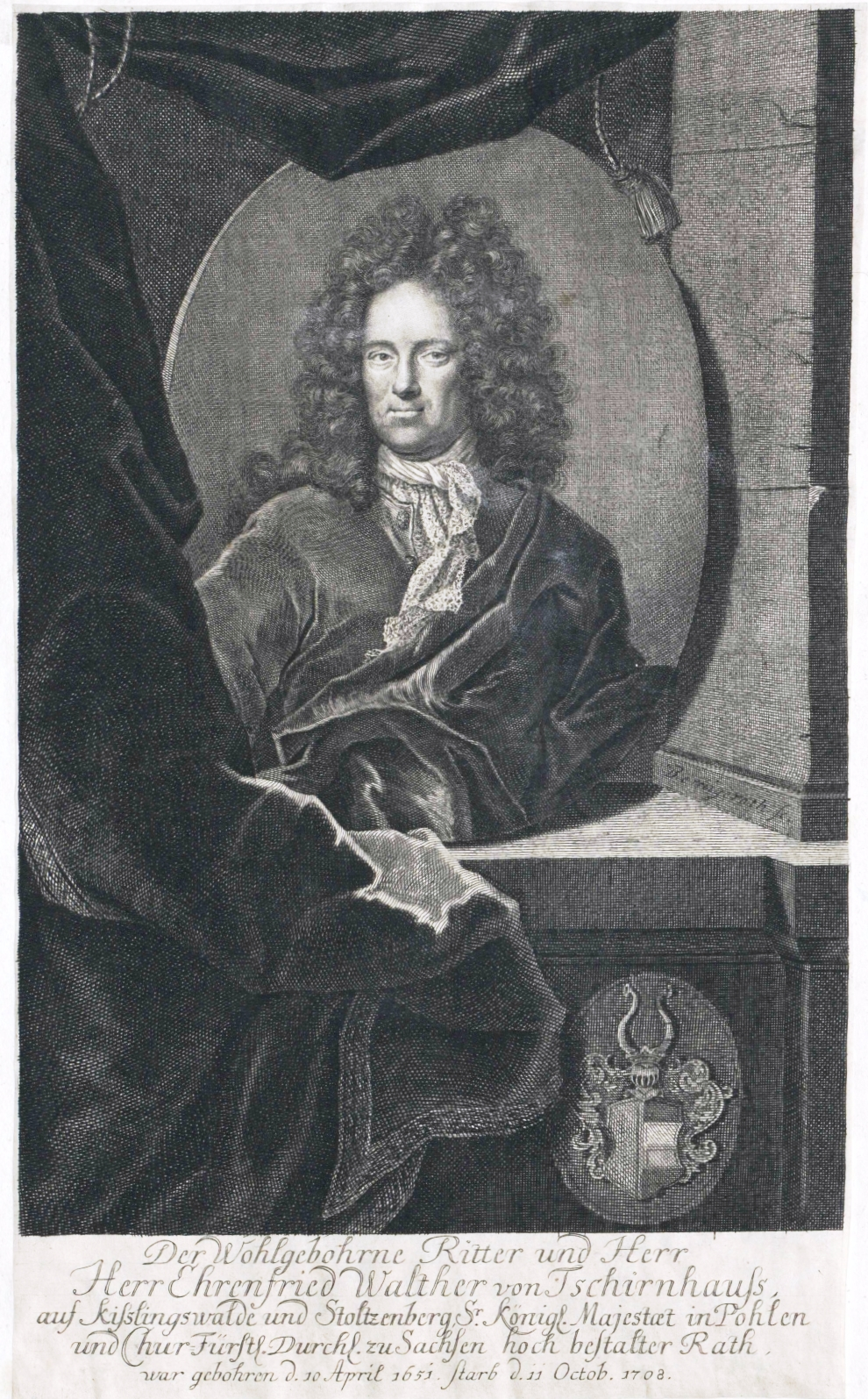
Ehrenfried Walther von Tschirnhaus
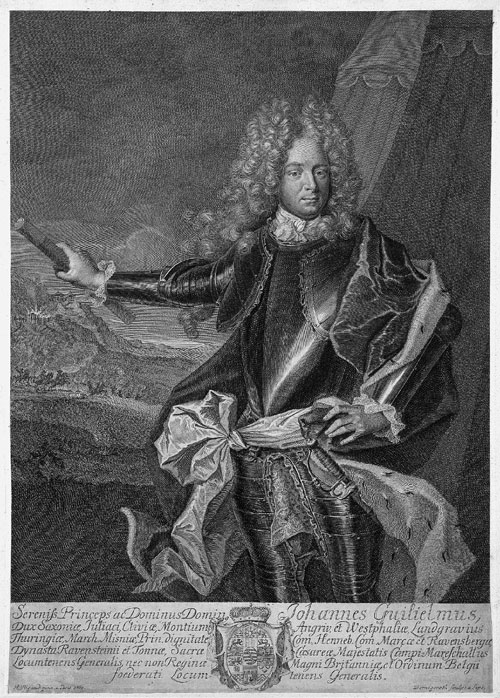
Johann Wilhelm von Sachsen-Gotha-Altenburg
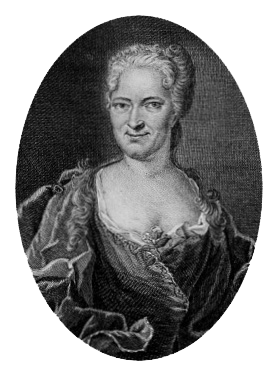
Christiana Mariana von Ziegler
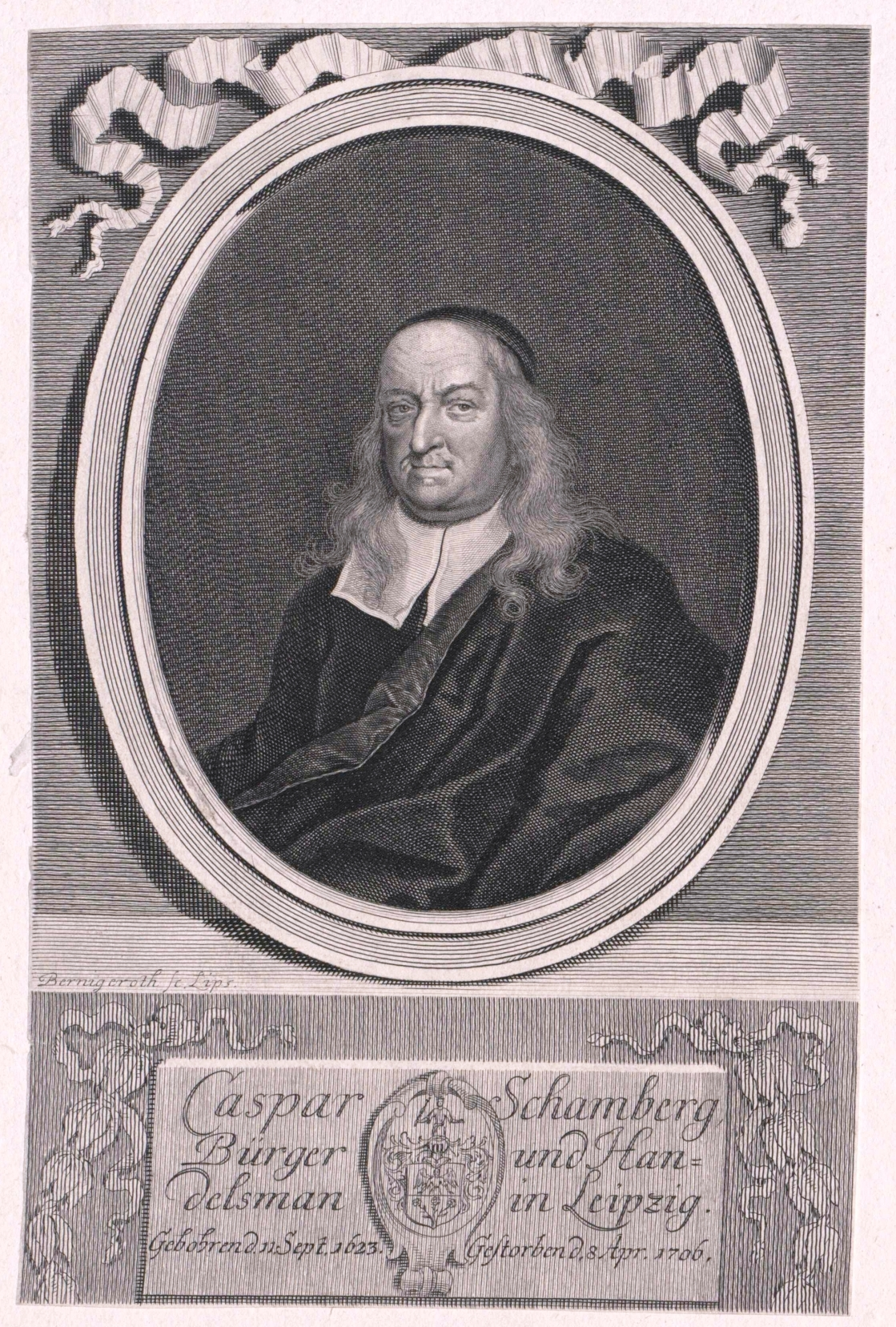
Caspar Schamberger
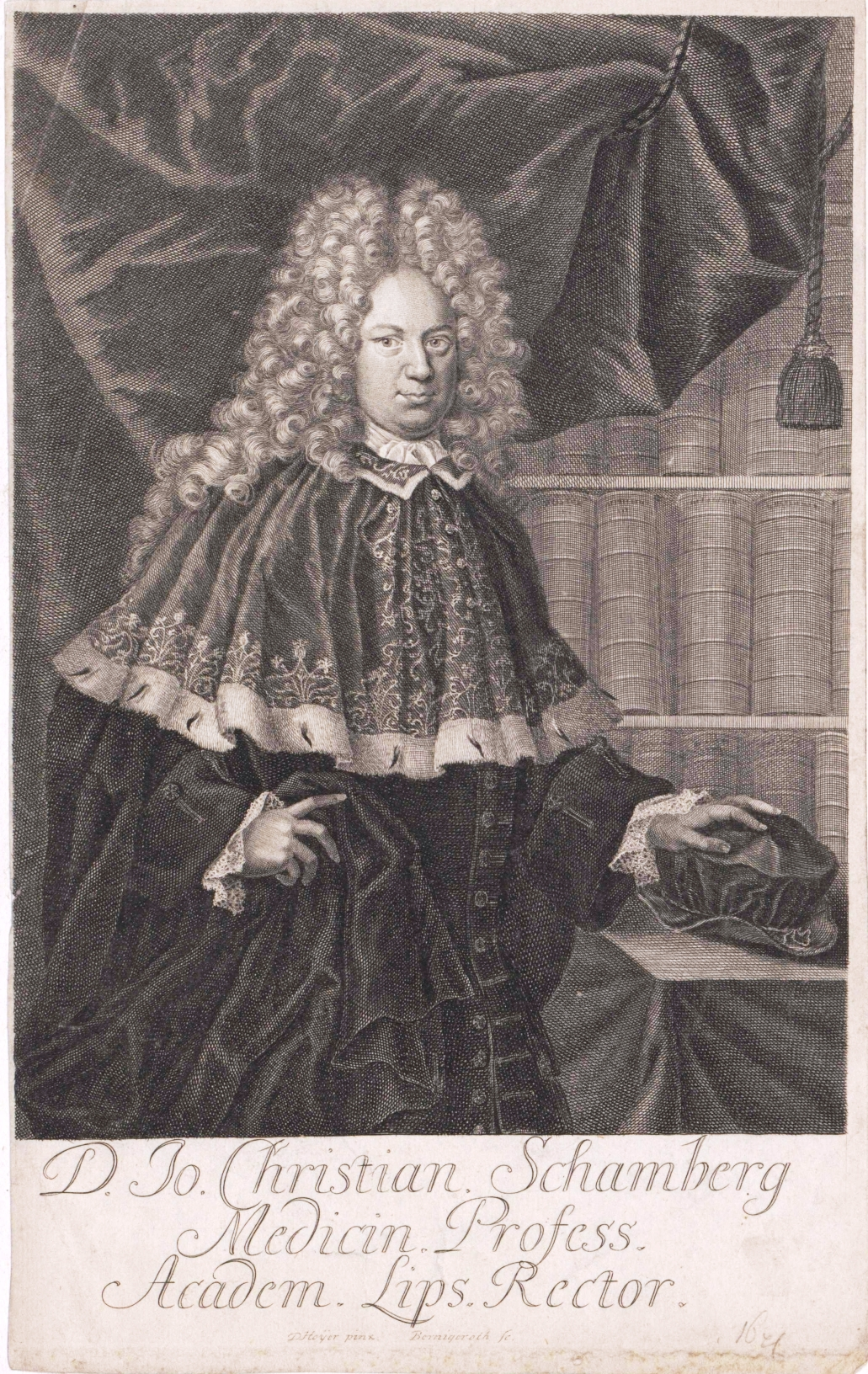
Johann Christian Schamberg
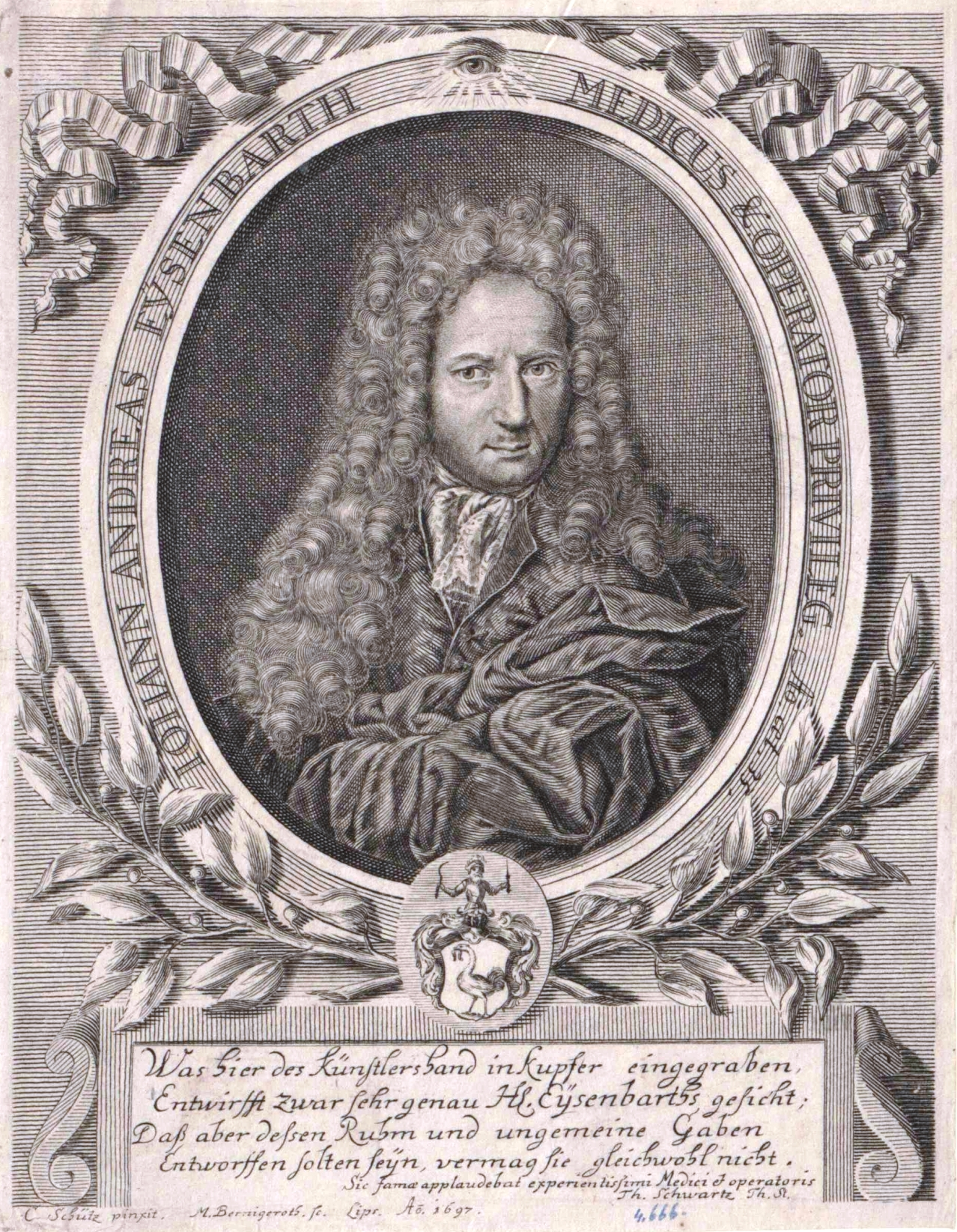
Johann Andreas Eisenbarth